# Nuevo amanecer
Nuevo Amanecer é uma telenovela mexicana produzida por Ernesto Alonso para a Televisa e exibida pelo Canal de las Estrellas entre 3 de outubro de 1988 e 13 de janeiro de 1989.
Foi protagonizada por Jacqueline Andere e Pedro Armendáriz Jr., co-protagonizada por Salma Hayek, Daniela Castro e Raúl Araiza e antagonizada por Blanca Guerra.

## Sinopse
Laura é uma bela mulher madura, tímida e maltratada por sua mãe Elena, que se desempenha como professora. Ela vive com um trauma ocorrido em sua infância, quando foi violada por seu padrasto. Ao morrer sua mãe, Laura herda sua fortuna e vai viver junto com sua amiga Norma, quem também trabalha junto a Laura na escola e que tem um caráter completamente oposto ao dela. Laura decide fazer uma viagem, onde conhece a Gerardo, de quem se apaixona. Mas sofre porque ele recorda a seu padrasto. Mais adiane Laura terá que lidar com una pessoa cruel que quer destruí-la, e com os misteriosos anônimos que lhe chegam, indicando que são de sua mãe morta. Para piorar a situação, Norma se mete com Felipe, um homem casado e Gerardo da mostras de estar ocultando algo.

## Elenco
- Jacqueline Andere - Laura
- Pedro Armendáriz Jr. - Gerardo
- Blanca Guerra - Norma
- Salma Hayek - Fabiola
- Daniela Castro - Patricia
- Raúl Araiza - Esteban
- Araceli Aguilar - Amparo Luna
- Roberto Antúnez - Arnulfo
- Jerardo - Manuel
- Norma Lazareno - Marisa
- Rita Macedo - Elena
- Maristel Molina - Nieves
- Alejandra Morales - Ernestina
- Manuel Ojeda - Samuel
- Rebeca Silva - Diana
- Héctor Suárez Gomis - Paco
- Gilberto Trujillo - Luis
- Eduardo Liñán - Felipe
- Tere Velázquez - Gladys
- Flor Trujillo - Elizabeth
- Guillermo Aguilar - Javier Maldonado
- Graciela Döring - Benita
- Fabio Ramírez
- Marco Hernán - Ángel
- Oscar Traven - Tom Sheldan

## Prêmios e indicações

### Prêmio TVyNovelas 1989
| Categoria               | Indicado(a)       | Resultado |
| ----------------------- | ----------------- | --------- |
| Melhor atriz principal  | Jacqueline Andere | Venceu    |
| Melhor atuação feminina | Salma Hayek       | Venceu    |
| Melhor atuação feminina | Daniela Castro    | Venceu    |